# Seznam slovenskih oboistov
Seznam slovenskih oboistov.

## A
Irmgard Anderl Krajter

## B
Miran Bolha

## D
Rozalija Dvoršek
Stojan Dokuzov
Vasko Dokuzov

## G
Drago Golob

## J
Darko Jager

## K
Maja Kojc
Dušan Krnjak
Pavli Kac
Anze Koren

## M
Nenad Marinovič
Tanja Mršnjak Petrej
Jasmina Metelko
Manca Marinko

## P
Jana Pavli
Ivo Petrić
Katarina Pustinek Rakar

## R
Matjaž Rebolj
Božo Rogelja

## S
Jelena Soro je oboistka, pevka, skladateljica in glasbena pedagoginja, magistrirala je na prestižnem ameriškem Berklee Collegeu. V Sloveniji živi in ustvarja več kot 18 let, vodi Etno zbor Ljelje

## Š
Matej Šarc

## T
Melina Todorovska
Nina Tafi
Eva Tušar Suhadolc

## Z
Dubravka Zupanc

## Ž
Tomas Žganec
1. ↑  Lubej, Saša Banjanac. »"Na upravnih enotah še vedno zaznavamo predsodke do tujcev"«. rtvslo.si. Pridobljeno 26. februarja 2025.